# Otumba basalis
Otumba basalis är en insektsart som beskrevs av Bruner, L. 1910. Otumba basalis ingår i släktet Otumba och familjen torngräshoppor. Inga underarter finns listade i Catalogue of Life.